# Ocosia vespa
Ocosia vespa és una espècie de peix pertanyent a la família dels tetrarògids i a l'ordre dels escorpeniformes.

## Descripció
Fa 8 cm de llargària màxima. 15-17 espines i 7-9 radis tous a l'única aleta dorsal. 3 espines i 4-6 radis tous a l'anal. 27-29 vèrtebres. Presència d'espines a la superfície lateral de l'os lacrimal, però no en té cap a la superfície lateral del primer os suborbital. Membranes de l'aleta dorsal sense incisions i amb la segona i tercera espines no excepcionalment allargades amb relació a les següents. Tercer os infraorbitari amb una mena d'excrescència a l'àrea lateral. Papil·les diminutes cobrint part de la premaxil·la i la part anterior de la mandíbula inferior. Línia lateral contínua i amb 12-18 escates. 8-12 branquiespines (5-8 a la part inferior i 3-4 a la superior). Absència d'aleta adiposa. Aletes pectorals amb cap espina i 12-13 radis tous.

## Alimentació
El seu nivell tròfic és de 3,48.

## Hàbitat i distribució geogràfica
És un peix marí, demersal (entre 75 i 91 m de fondària) i de clima temperat, el qual viu al Pacífic nord-occidental: les vores continentals del Japó, el mar de la Xina Meridional i Taiwan.

## Observacions
És inofensiu per als humans i el seu índex de vulnerabilitat és de baix a moderat (29 de 100).